# 竜の玉

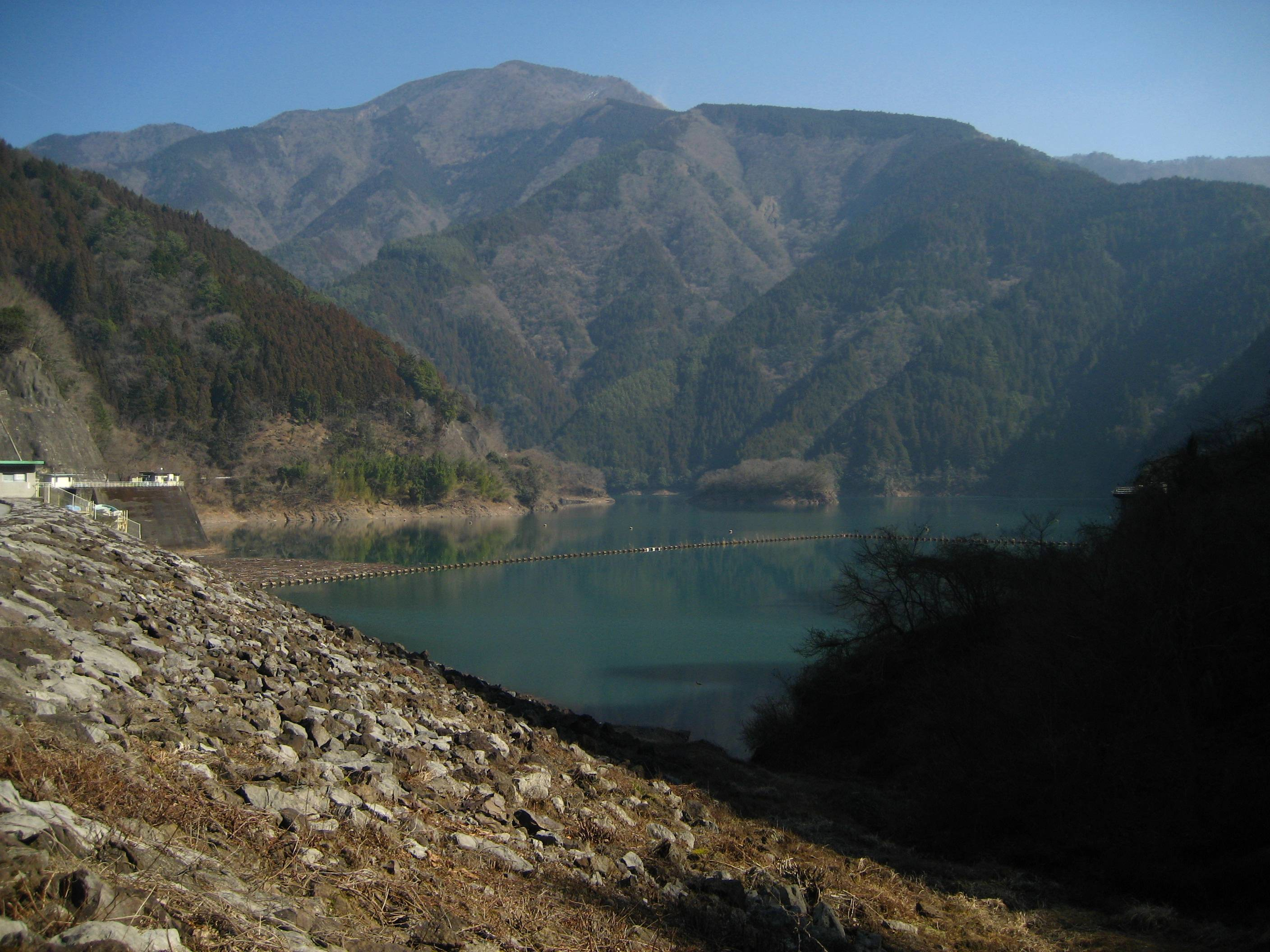
水窪湖（ダム湖）

竜の玉（りゅうのたま）とは、静岡県の竜の伝承のことである。主に水窪の竜戸に伝えられている。竜戸とは水窪川付近の集落である。

## 伝承

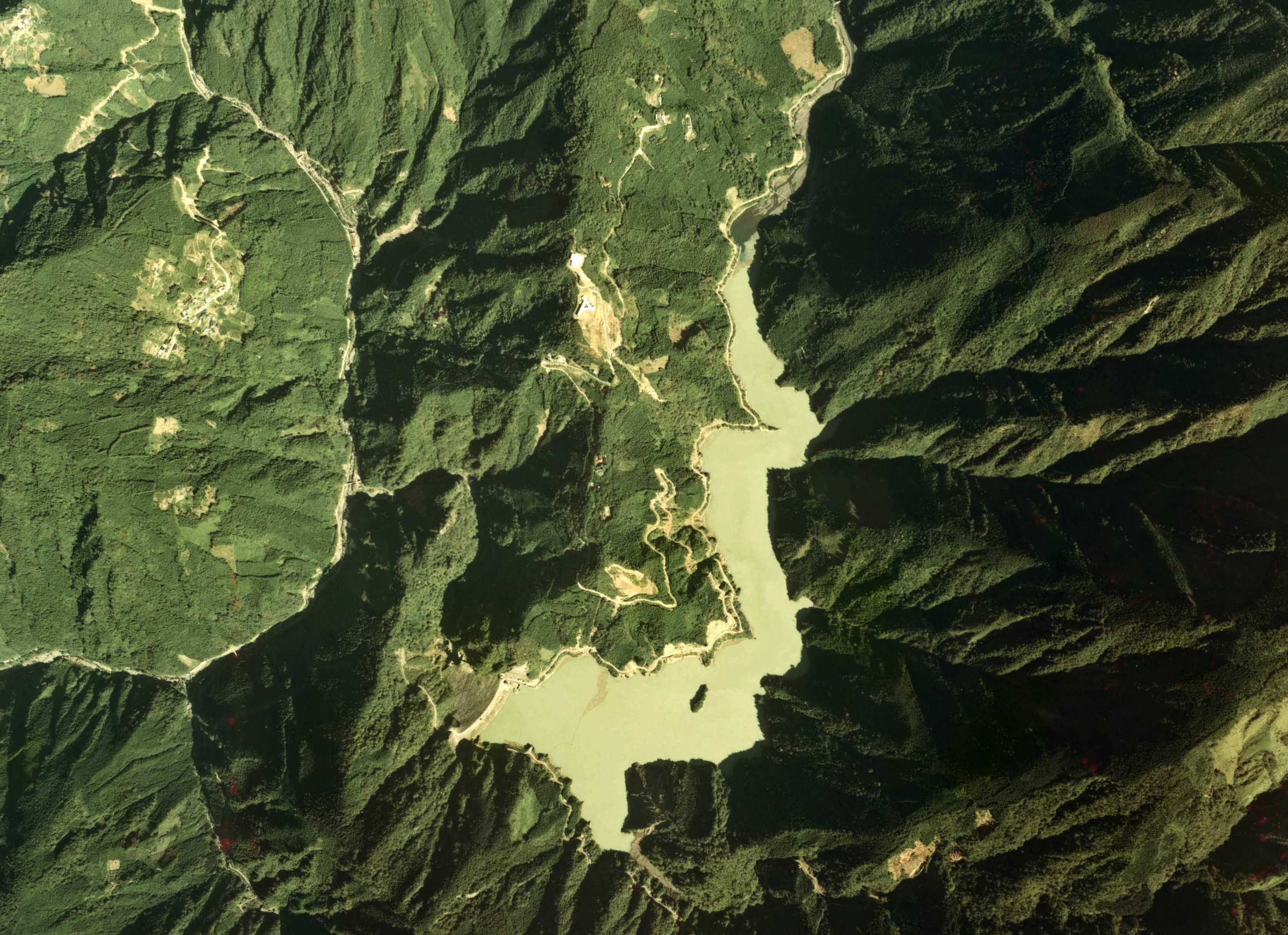
水窪湖周辺の航空写真（1976年）

昔、ある猟師が水窪川上流の戸中川峡谷を経て黒法師岳まで猟に出たところ、木の根のような形をした、まだ子供の蛇を見つけた。猟師は、3歳の娘のきくのおもちゃにちょうど良いと考えて蛇を捕まえると、牙を抜き、藤蔓でからめて持ち帰った。きくはこの蛇を相手に毎日を過ごすようになった。
間もなく、猟師の妻のお杉が、病にかかって痩せて血も吐くようになったが、血は地面に落ちる前に消える。猟師は、魔物が取り憑いたと疑って、お杉が血を吐くと山刀を振り回した。しかし手元が狂いお杉の腹に突き刺さった。不思議なことに一滴も血は出なかったがお杉はこの傷がもとで死んだ。
15年後、猟師は病を得て寝込むようになり、妻と同じ症状を示して亡くなった。すると、きくの蛇も姿を消した。しばらくして、きくの夢に蛇が現れて言った。「私は牙を抜かれたため竜の力を失った。その恨みによってお前の両親を苦しめたが、お前には何の恨みもない。これからはお前を守ることとする。竜の玉が落ちたところへ行ってそこに住むとよい。」
翌朝、きくは夢のお告げの通り、川の縁の大岩に竜の玉を見つけた。18歳となっていたきくは、大岩の側に小屋を建てて移り住み、間もなく優れた男性と結婚し、幸せに暮らしたという。
竜の玉が落ちて穴が開いたとされる竜の石は現在もある。ちょうど玉が入るような窪みのある岩である。